# Антоново (Правдинський район)
Анто́ново (рос. Антоново), до 1950 року — Грюнва́льде (нім. Grünwalde) — селище в Правдинському районі Калінінградської області Російської Федерації. Входить до складу Правдинського міського поселення.